# Sint-Barbara- en Wendelinkapel
De Sint-Barbara- en Wendelinkapel (Duits: St. Barbara und St. Wendelin Kapelle) is een filiaalkerk in de Duitse plaats Schutz in de Landkreis Vulkaneifel en gelegen aan Dorfstraße 3. 

## Geschiedenis
In 1238 wordt de plaats Schutz voor het eerst in een document vermeld. In 1570 werd een kapel in het dorp gebouwd, gewijd aan Wendelinus. De kapel was een filiaalkerk van de Sint-Sebastiaanparochie van Niederstadtfeld. Deze parochie viel aanvankelijk onder het decanaat van Kyllburg of Bitburg. In 1803 werd in het nabijgelegen Bleckhausen een nieuwe parochie opgericht waar ook het dorp Schutz deel van werd.

## Gebouw
In 1845 werd de kapel uit 1570 vervangen door een nieuwe neogotische kapel, gewijd aan zowel Sint-Barbara als Sint-Wendelinus. Deze kapel is aan de buitenzijde bepleisterd met ruw en helderwit gips, gecombineerd met details van bunterzandsteen. De kerk is naar het oosten georiënteerd en heeft een kleine geveltoren in de westelijke gevel. In de kerk staat een neogotisch eikenhouten altaar, gemaakt door ofwel Paul of Johann Raskob.